# Pianocean
 (septembre 2023).

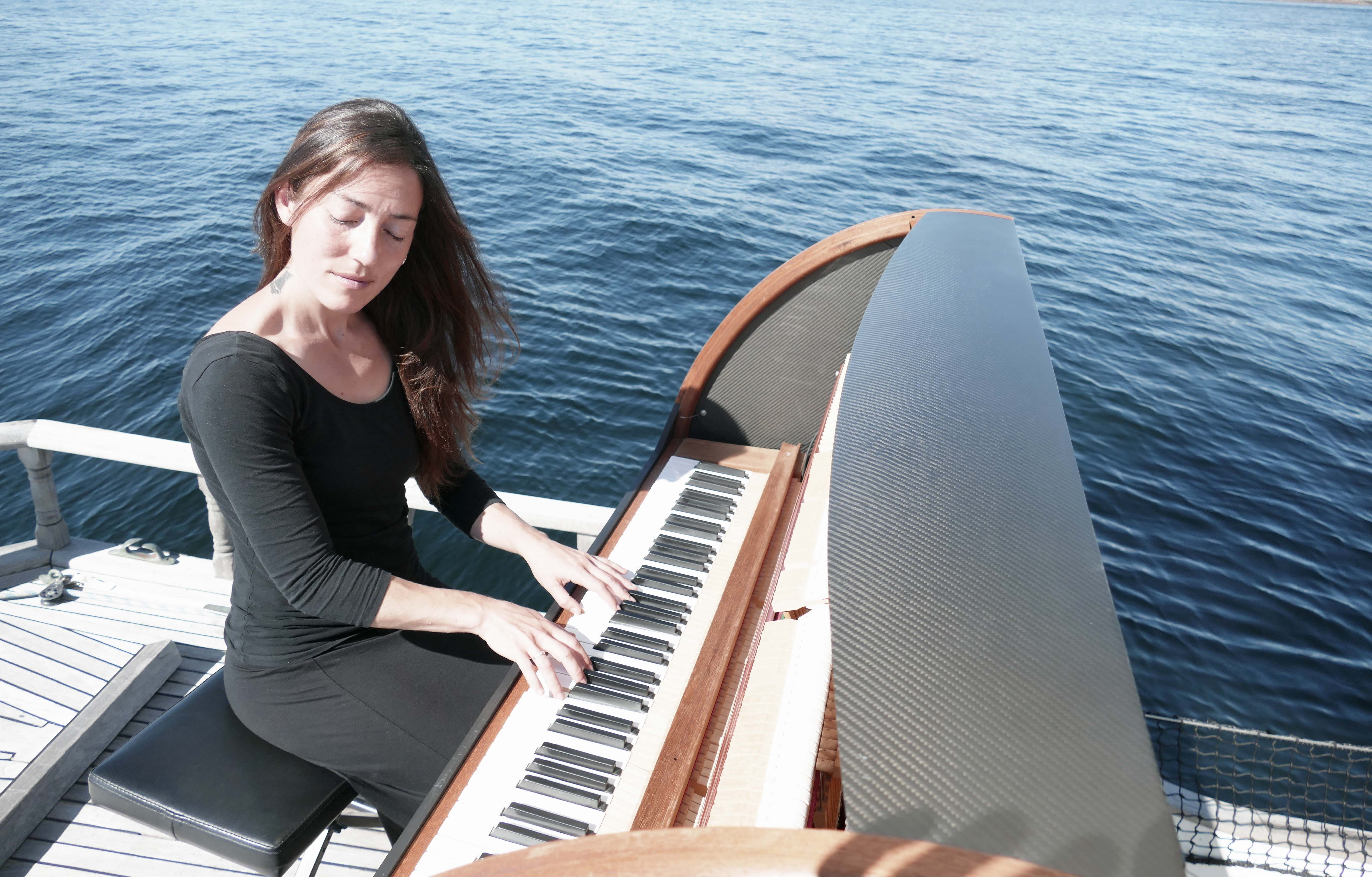
Marieke Huysmans-Berthou au piano sur le pont du voilier en 2020

Pianocean est un projet de tour du monde à la voile avec un piano à bord.
Depuis 2015, la navigatrice, pianiste et auteur-compositeur Marieke Huysmans-Berthou parcourt le monde à bord de son voilier Lady Flow et donne des concerts de port en port depuis le pont de son bateau.

## Histoire

### Génèse du projet
En 2013, Marieke Huysmans-Berthou fait l'acquisition du voilier Lady Flow, une goélette de type Freedom 40. Un piano de marque Feurich est installé en cabine arrière sur un système d’ascenseur qui lui permet de monter sur le pont arrière du voilier afin de donner des concerts.
Après s'être formée à la navigation à l'école de voile des Glénans, elle suit parallèlement une formation de diéseliste et une formation d'accordeuse de piano pour mener à bien son projet.

### Tournées
En 2015, Pianocean réalise une première tournée en Méditerranée.
En 2016 et 2017, Pianocean réalise deux tournées sur les côtes bretonnes. Le projet se produit notamment au festival des Francofolies de La Rochelle, et au festival Interceltiques de Lorient.
En 2019, Pianocean rejoint l'Irlande pour une tournée de 4 mois le long de la côte Ouest et se produit notamment au festival du Galway International Arts Festival.
En 2021, Pianocean réalise une tournée en Ecosse.
En 2022, Pianocean navigue jusqu'en Norvège pour une série de concerts le long de la côte norvégienne, de Bergen jusqu'aux Lofoten.
En 2023, Pianocean tourne dans l'archipel des Açores et se produit d'îles et îles.

## Discographie
- Sealand – 2015
- Mistraland - 2015
- Pluie t’il? – 2016
- Lady Land - 2017
- Water Music – 2018
- Faoi iochtar Na Speire – 2020
- Wandering Fish – 2021
- Cap au Nord – 2022

## Vidéographie
" Pianocean, Sous le ciel de l'Ouest " (2020) : documentaire de 40 minutes tourné lors du voyage de Pianocean en Irlande, réalisé par Anne-Lise Le Pellec, Pierrick Le Pellec avec Marieke Huysmans-Berthou.